# Tramvajová doprava v Duisburgu
Tramvajová doprava v německém městě Duisburg tvoří společně s městskou dráhou, s níž sdílí část infrastruktury, základ městské hromadní dopravy. Provoz tramvajové dopravy byl zahájen na Štědrý den v roce 1881. V provozu jsou dvě linky, které spojují centrum Duisburgu s předměstími i se sousedními městy Mülheim an der Ruhr a Dinslaken. Provozovatelem systému je městský dopravní podnik Duisburger Verkehrsgesellschaft (DVG). Celá síť je integrována do tarifu místního dopravního systému Verkehrsverbund Rhein-Ruhr (VRR).

## Historie

### Tramvajová síť
První tramvaje začaly v Duisburgu vozit cestující 24. prosince 1881. Šlo o koněspřežnou dráhu, která spojovala centrum města se čtvrtí Ruhrort. Druhá linka, tentokrát již s parní trakcí, zahájila provoz v létě roku 1882 mezi centrem Duisburgu a čtvrtí Monning. První elektrické tramvaje byly uvedeny do provozu v roce 1897 na tratích Ruhrort – Beeck a Ruhrort – Meiderich. Během dvou následujících let byly elektrifikovány i všechny ostatní trasy.
Protože se o výstavbu tramvajové sítě dělilo několik společností na základě koncesí a každá z nich preferovala jiný rozchod kolejí, došlo k situaci, že se na území Duisburgu nacházely tři oddělené sítě se třemi rozchody: 750 mm, 1 000 mm a 1 435 mm. Nejužší rozchod se však používal pouze do roku 1899, kdy došlo k úpravě úseku Ruhrort – Meiderich na rozchod 1 000 mm. Tramvajová síť tak byla rozdělena na dvě části: severně od řeky Rúr jezdily tramvaje na metrovém rozchodu, jižně na normálním.
Největšího rozmachu se tramvajová doprava dočkala na konci meziválečného období. Naopak během druhé světové války byla tramvajová infrastruktura vinou bombardování značně poškozena, což si v březnu 1945 vyžádalo úplné zastavení provozu. Rekonstrukční práce začaly ihned po skončení bojů, avšak některé tratě se již návratu tramvají nedočkaly. Například Homberský most, který dříve tramvaje využívaly při cestě z Duisburgu na levý břeh Rýna do čtvrtí Baerl, Homberg a do sousedního města Moers, už po rekonstrukci provoz tramvají neumožňoval.
Dopravní podnik DVG se po druhé světové válce snažil sjednotit rozchod kolejí. Původním záměrem bylo přestavět jižní část sítě na metrový rozchod a vytvořit tak se sousedními městy Bochum, Essen, Gelsenkirchen, Krefeld, Moers, Mülheim an der Ruhr a Oberhausen jednu velkou tramvajovou síť. Z finančních důvodů však padlo v prosinci 1951 rozhodnutí přestavět na normální rozchod jen ty nejdůležitější trasy v severní části města a zbytek sítě s metrovým rozchodem zrušit. Poslední úsek s metrovým rozchodem Marxloh Pollmann – Oberhausen, Holten byl uzavřen v roce 1966.

### Výstavba městské dráhy
Na konci 60. let 20. století se Duisburg začal podílet na společném projektu Stadtbahn Rhein-Ruhr, jehož cílem bylo nahradit stávající tramvajové provozy rychlodrážními tratěmi. Avšak již během 70. let došlo ke snížení objemu přislíbených dotací a následnému zpomalení tempa výstavby. Finančním škrty způsobily, že město dokázalo realizovat pouze necelou desetinu původních plánů. Ze čtyř původně plánovaných tras městské dráhy je dnes v provozu jediná, meziměstská linka U79 spojující Düsseldorf a Duisburg.

## Linkové vedení
| Linka | Trasa | Jízdní doba | Druh linky | Dopravce | Typ vozidla |
| ----- | --- | ----------- | ---------- | -------- | ----------- |
| 901   | Duisburg, Obermarxloh – Marxloh Pollmann – Beeck Denkmal – Duisburg Hauptbahnhof – Mülheim, Hauptbahnhof | 60–62 min   | Tramvaj    | DVG      | GT10 NC-DU  |
| 903   | Dinslaken, Bahnhof – Marxloh Pollmann – Meiderich Bahnhof – Duisburg Hauptbahnhof – Hüttenheim           | 65–68 min   | Tramvaj    | DVG      | GT10 NC-DU  |

## Vozový park
Provoz na dvou tramvajových linkách zajišťují vozy Duewag GT10 NC-DU, které vznikly vložením nízkopodlažního článku do původních GT 8 NC-DU. Duisburg se kvůli špatnému technickému stavu tramvají dlouhodobě potýká s nedostatkem vozidel. Dodávky nových tramvají Alstom Flexity Classic NF4 jsou opožděné a prozatím nedošlo ani k zahájení zkušebního provozu s cestujícími.

## Budoucnost
Další rozšiřování městské dráhy či dokonce realizaci plánů z 60. let již Duisburg neplánuje. Budoucnost kolejové dopravy bude ve znamení tramvají, plánovaná je výstavba tratí k Univerzitě Duisburg-Essen a do Innenhafen i návrat tramvají na levý břeh Rýna. Nové tratě budou obsluhovat dvě nové linky s pracovním označením Linie Rhein 1 a Linie Rhein 2. 

## Galerie

Tramvajová síť v roce 1910
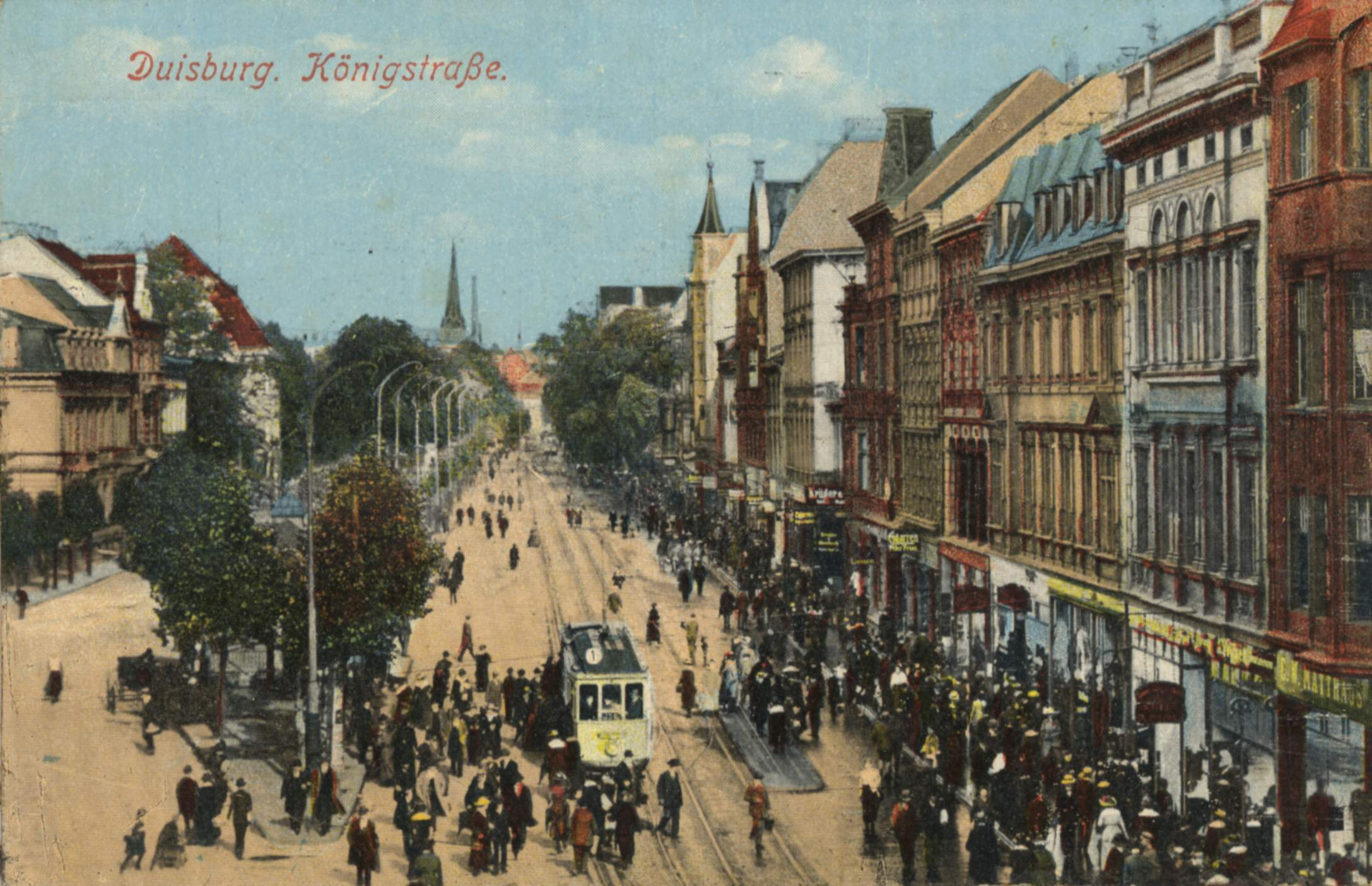
Tramvaj na Königstraße na počátku 20. století
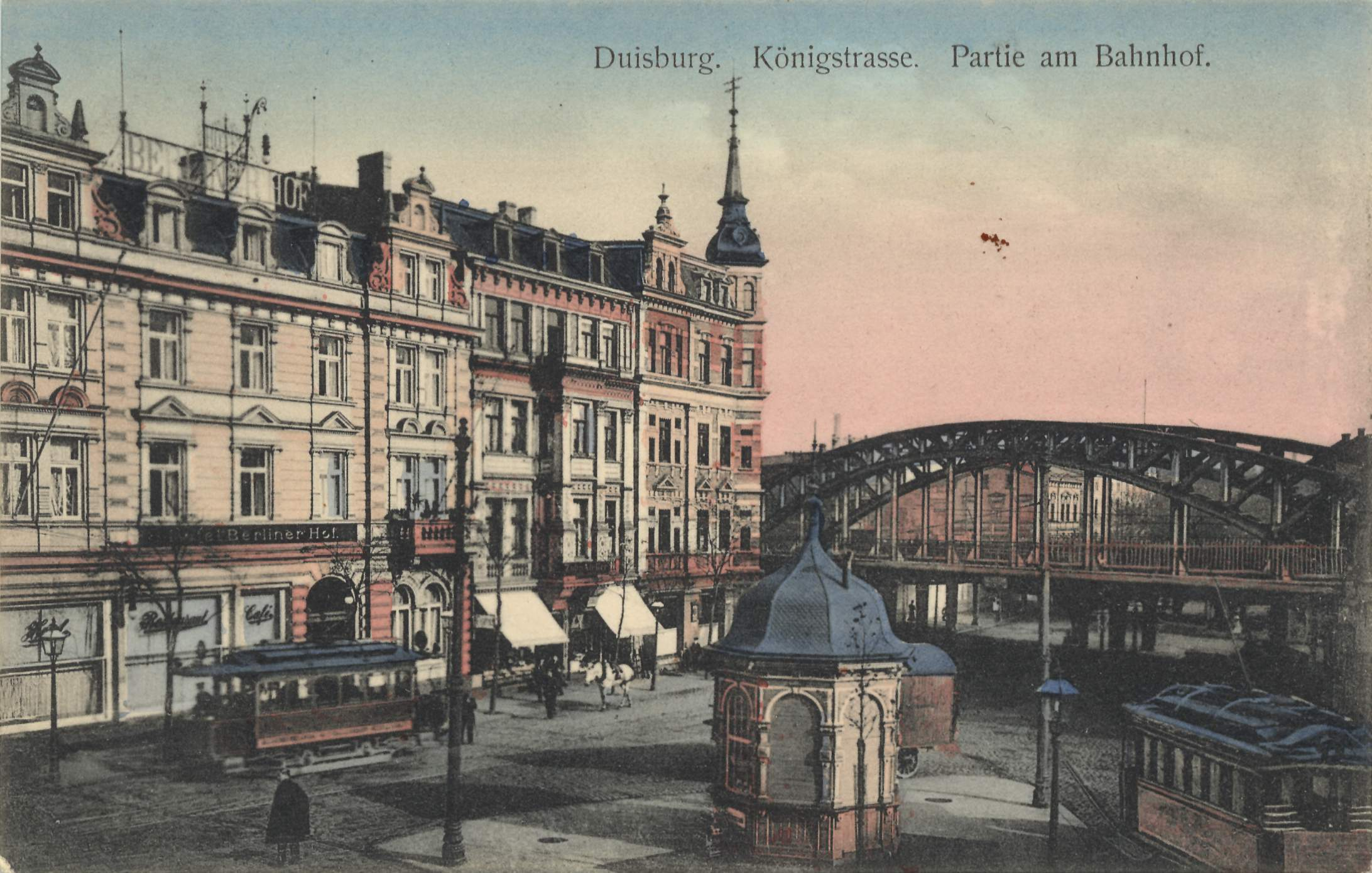
Tramvaj na Königstraße poblíž hlavního nádraží
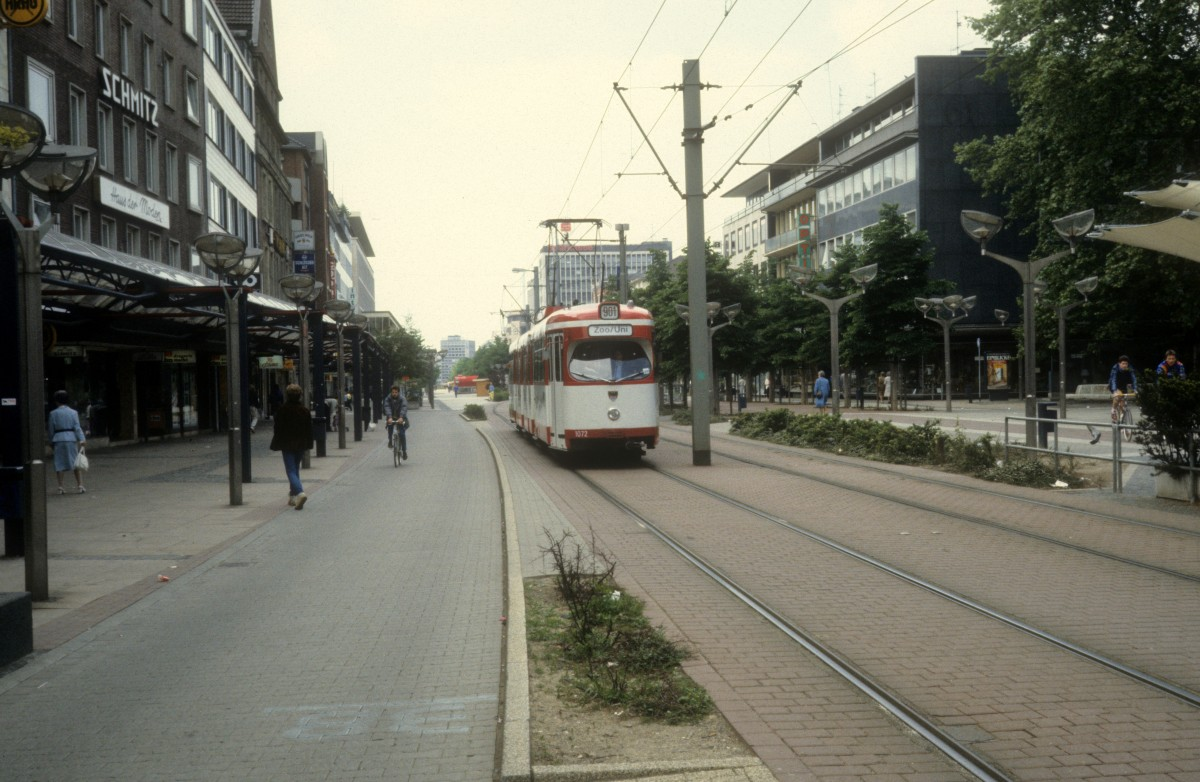
Tramvaj Düwag GT8 v roce 1987
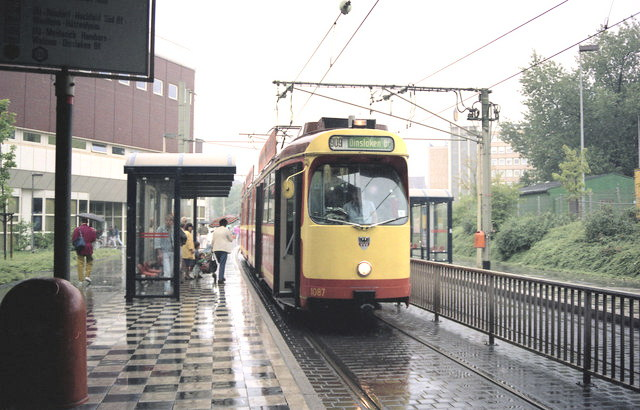
Povrchová zastávka Hauptbahnhof v roce 1991
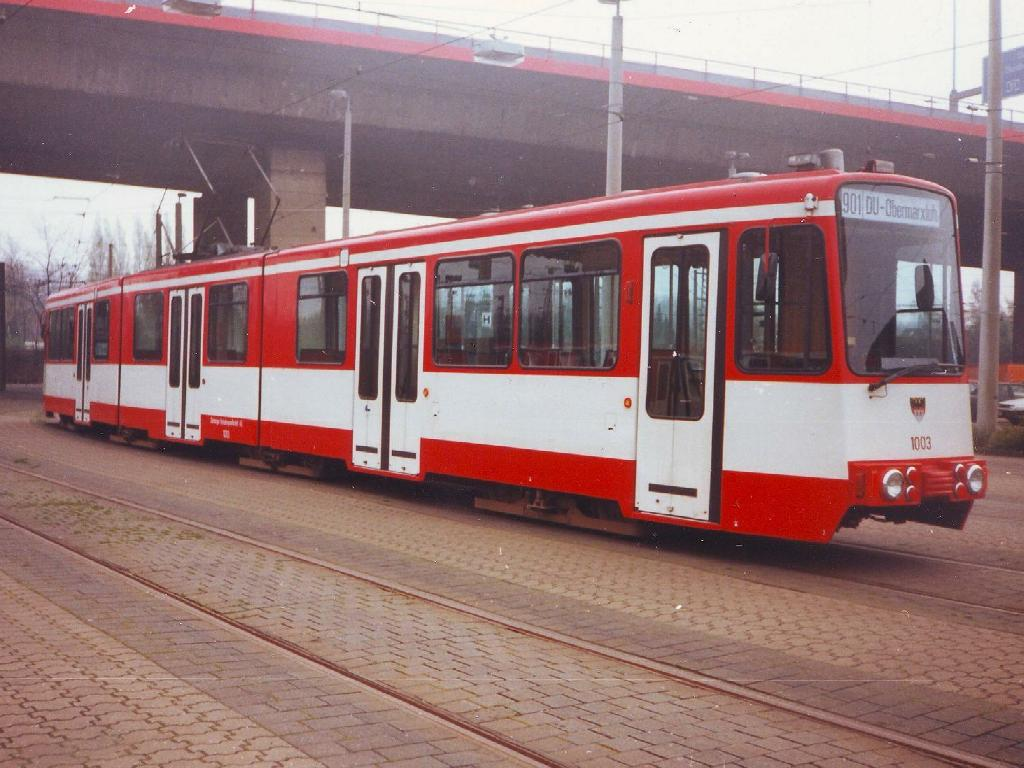
Vůz GT 8 NC-DU ve vozovně Grunewald
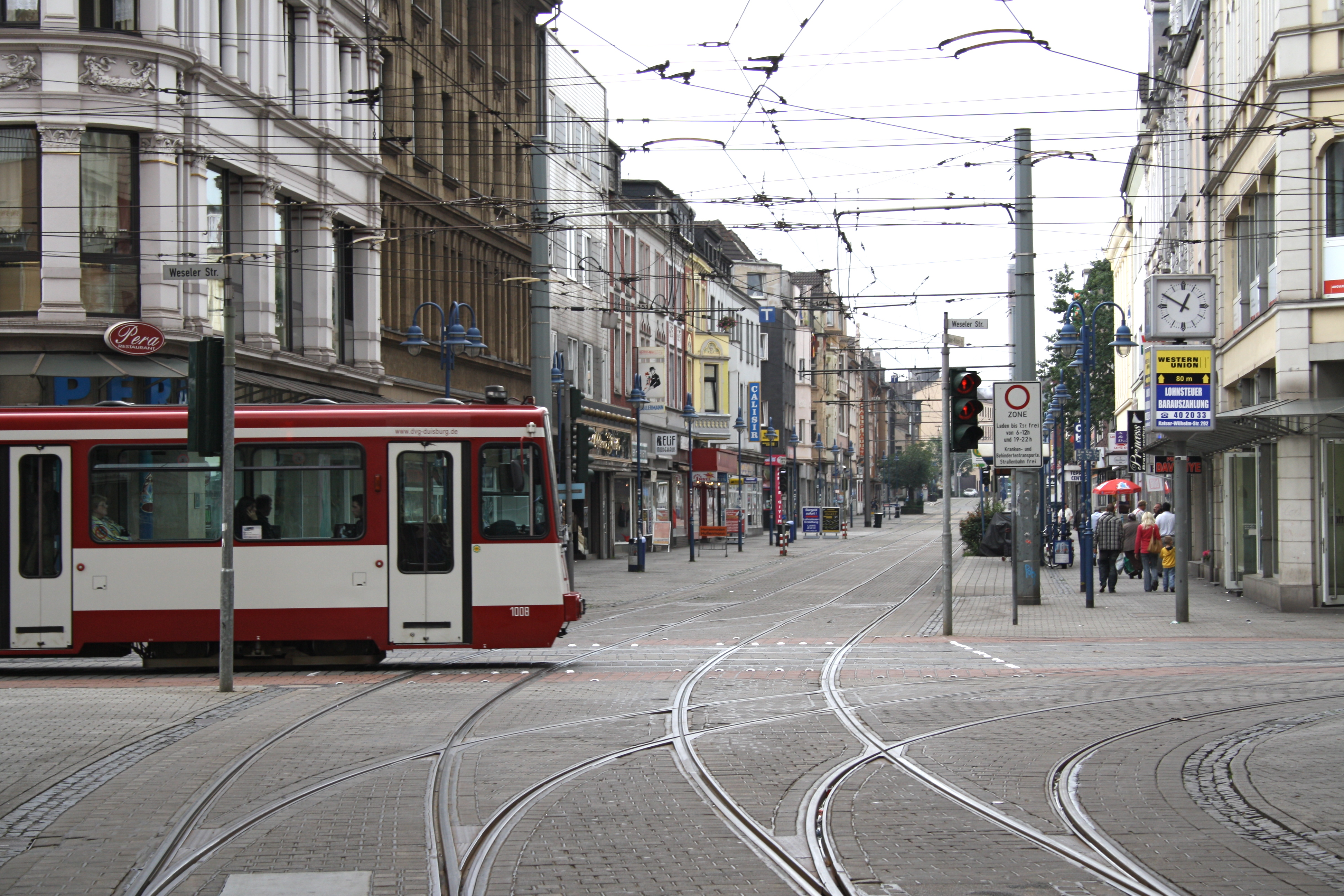
Křižovatka u zastávky Marxloh Pollmann
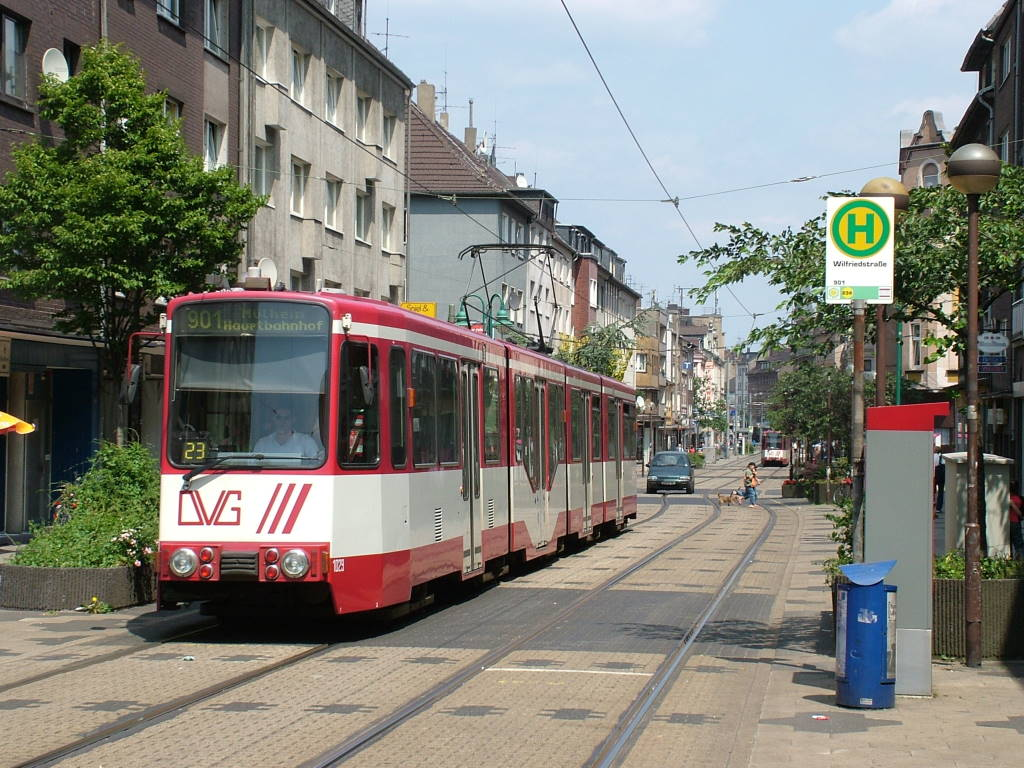
Tramvaj Duewag GT10 NC-DU
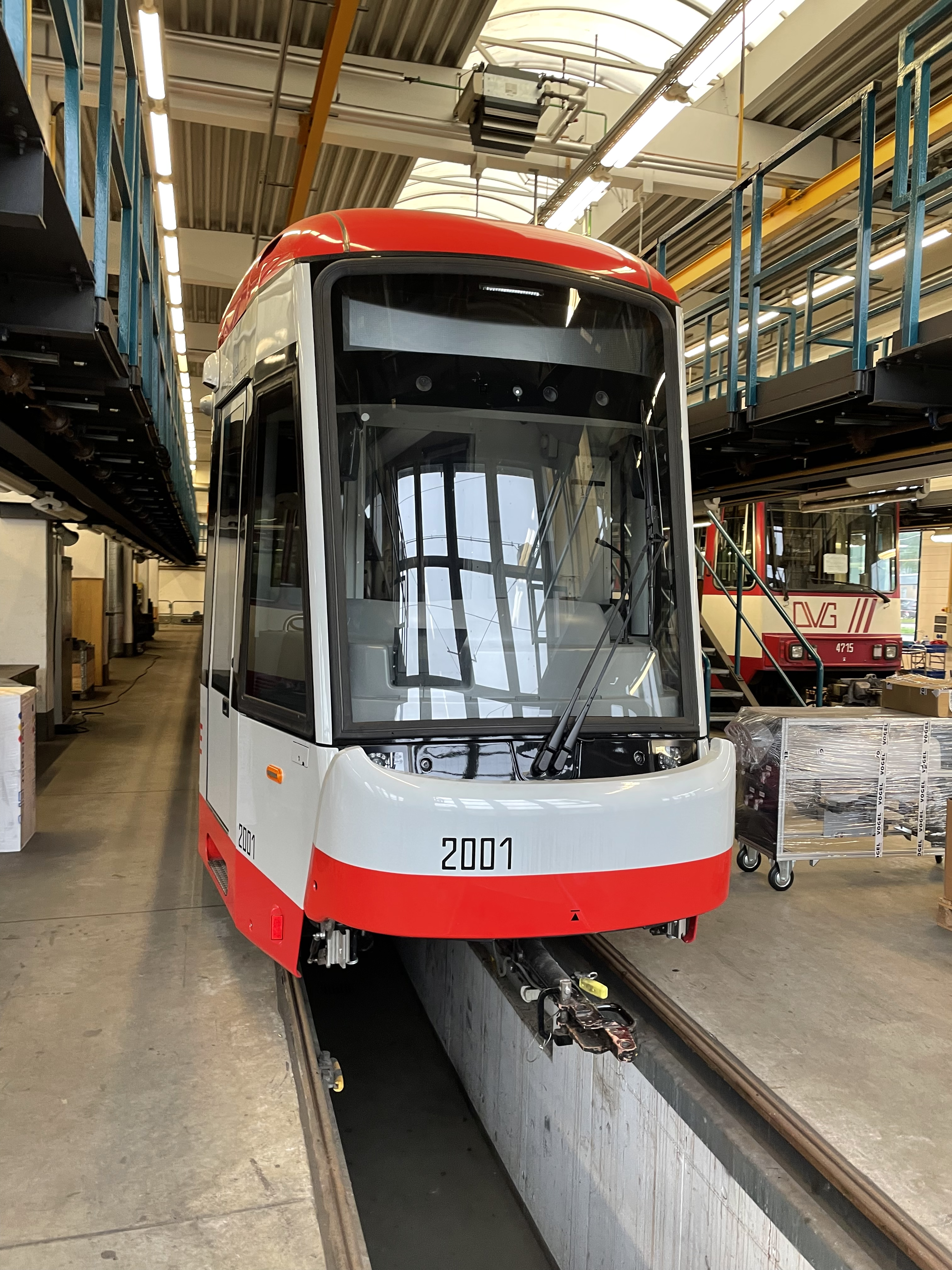
Nová tramvaj Alstom Flexity Classic NF4